# Francesco Faranda
Francesco Faranda (Falcone, 1835 – Messina, 1914) è stato un avvocato, politico e giurista italiano, deputato per tre legislature al Parlamento del Regno d'Italia.

## Biografia
Iniziò i suoi studi a Palermo, presso il Collegio dei Gesuiti. Dopo la laurea, nel 1862 fu nominato magistrato. Venne designato come vice presidente del Tribunale di commercio, poi, consigliere della Corte d'appello ma rinunciò ad entrambe le cariche.
Fu socio onorario della Società operaia e della classe di Diritto e legislazione dell'Accademia Peloritana dei Pericolanti, socio corrispondente dell'Ufficio giuridico internazionale istituito a Milano per la difesa degli stranieri che si trovavano nel Regno d'Italia e dei cittadini del Regno all'estero.
Faranda fu poi promotore, nel 1864, di una scuola privata di diritto penale, nella quale venivano studiate le opere di importanti penalisti quali Niccola Nicolini e Francesco Carrara; il suo progetto venne tuttavia quasi ignorato dall'ambiente accademico di Messina. 
Le sue opere gli valsero grande fama in Italia e all'estero, tuttavia viene principalmente ricordato per aver contribuito alla compilazione del primo codice penale del Regno d'Italia, nel 1889. Venne anche chiamato per la riforma dei Codici Penali a Parigi, Bruxelles, Düsseldorf e New York.
Dal 1886 insegnò Diritto e procedura penale nell'università di Messina, fino alla morte, sopraggiunta nel 1914.

## Opere
- Il titolo del reato, Catania, 1885.
- Studi pratici sul codice penale. Questioni di diritto, Messina, 1886.
- Quesiti sull'azione civile, Messina, 1888.
- Responsabilità civile e azione di rivalsa nel giudizio penale, Torino, 1893.

## Curiosità
- Un suo busto si trova nel Tribunale di Messina, sopra le finestre del piano terreno, insieme ai ritratti di altri giuristi messinesi (Dicearco di Messina, Guido Delle Colonne, Giacomo Macrì, Antonio Fulci e Andrea Di Bartolomeo).
- Le sue spoglie riposano adesso nel Cimitero di Messina nella "Galleria Monumentale".
- A ricordo delle sue opere fondamentali, in una delle più prestigiose riviste internazionali di diritto penale dell'epoca, il Journal of the American Institute of Criminal Law and Criminology (rivista poi continuata quale Journal of Criminal Law and Criminology), venne pubblicata un saggio dal titolo Dell'Opera Scientifica Di Francesco Faranda (The Scientific Work of Francesco Faranda), a cura di Francesco Faranda, Ugo Conti (JSTOR, Vol. 7, No. 2 (Jul., 1916), pp. 313-314).